# Суецький металургійний завод
29°55′14.6″ пн. ш. 32°27′38.8″ сх. д. / 29.920722° пн. ш. 32.460778° сх. д.
Суецький металургійний завод — металургійний завод у Єгипті, розташований на березі Червоного моря біля міста Суец. Одне з найбільших підприємств чорної металургії країни, яке належить металургійній компанії Suez Steel, що входить до групи «Solb Misr».

## Історія
Контракт на спорудження великого металургійного заводу в районі Суецу підписали у жовтні 1997 року. Передбачалося, що завод випускатиме до 1 млн т листового прокату на рік, з яких 40 % планувалось відправляти на експорт. Підприємство почало роботу в 2000 році, при цьому первісно воно займалось лише виробництвом сталі у електродуговій печі.
В середині 2000-х завод придбав ліванський бізнесмен Рафік Дау, який за кілька років узявся за його перетворення на комбінат із повним циклом. Як наслідок, станом на 2019 рік завод міг випускати 1,95 млн тон заліза прямого відновлення, понад 2 млн тон сталі та 2,2 млн тон прокату.

## Сучасний стан
Станом на початок 2020-х років виробничий комплекс комбінату включає:
— одну установку безпосереднього одержання заліза річною продуктивністю 1,95 млн т, що почала роботу у 2013 — 2014 роках. Постачальником установки виступила італійська компанія «Danieli» спільно з мексиканською «Tenova HYL». Процес відновлення заліза з залізорудних окатків базується на використанні природного газу та запатентований під назвою «ENERGIRON» («Енерджайрон»). Природний газ надходить по трубопровідному коридору Ель-Тіна – Суец;
— два сталеплавильних цехи із електродуговими печами річною продуктивністю 800 тисяч тон (стала до ладу в 2000-му) та 1280 тисяч тон (введена в дію у 2013-му). Зазначені печі переплавляють безпосередньо відновлене залізо разом із брухтом і скрапом. Після кожної печі сталь проходить підготовку у печі-ковші, а потім розливається на багатоструменевих установках безперервного розливу із отриманням квадратної сортової заготовки (а на установці, яку запустили в 2013-му — також і круглої сортової заготовки);
— три прокатні цехи, що стали до ладу в 2010, 2011 та 2019 роках та мають річну потужність на рівні 400 тисяч тон, 410 тисяч тон та 1400 тисяч тон будівельної арматури відповідно (при цьому другий із зазначених прокатних станів може випускати арматуру у котушках).

## Додаткова інформація
Для забезпечення своїх потреб комбінат має печі для випалювання вапняку та доломіту річною продуктивністю 150 тисяч тон карбонату кальцію та карбонату магнію.
Завод зручно розташований поблизу порту Адабія (Adabeya), де з 2009 року має ексклюзивне право на використання причалу №4. Морський транспорт використовується як для ввезення сировини (зокрема, комбінат потребує біля 3 млн тон окотків на рік), так і для експорту продукції, передусім до країн Середнього Сходу та Північної Африки.